# ラジオドラマ
ラジオドラマ（英: radio drama、独: Hörspiel）は、音声のみのメディア（主にラジオ放送）上で制作および発表されるドラマのことである。放送劇（ほうそうげき）、オーディオドラマ、サウンドドラマ、声劇（こえげき）とも。他にも、同種の用語としてボイスドラマがあるが、こちらは音系の同人活動やネット声優に関連して製作されるメディアを限定して指すことが多い。詳細は#ボイスドラマを参照。
テレビが普及していない1960年代までにおける、放送文化の重要なコンテンツであったが、その後は減少傾向にある。
放送番組や、ウェブ上の公開作品として制作されることがほとんどであるが、この項目では放送における広告用に制作されたものも含む。いわゆる「ラジメーション」についても、この項目で扱う。
主に俳優や声優が、声のみで役柄を演じる。聴取者に対し、映像なしで、情景を含む作中世界のイメージをいかに想起させるかが問われるため、演者の能力とともに、演出（効果音の作り方・出し方といった、いわゆる音作り）が重要になる。
脚本は、既に発表されている小説、漫画などを原作とするものもあれば、ラジオドラマ用に特別に書き下ろされるものもある（後述）。

## 歴史

### 米国
アメリカではラジオ放送が1920年から始まった。映画へのサウンド・システムの導入に伴って、1920年代後半から映画とラジオとの産業間の関係がみられるようになり、ラジオでトーキー映画の宣伝が行われるようになったが映画俳優がラジオ番組に出演することは長い間避けられていた。しかし、1933年頃にはラジオ出身のコメディアンや歌手が映画で主演を務めたり、映画俳優がラジオ番組に出演するなど変化が現れた。
1934年10月、ブロードウェイの舞台劇をラジオドラマ化する『ラックス・ラジオ・シアター』が始まった。この番組はニューヨークのラジオ・シティにあるスタジオから放送された各週完結のラジオドラマで第一回は「第七天国」（ジョン・ボールズ、ミリアム・ホプキンズ主演）が放送された。1936年、番組の放送拠点がニューヨークからロサンゼルスに移ったことで、ハリウッドの著名な映画スターが常時出演するようになり番組は1955年まで約20年間続いた。
また、1939年には映画俳優協会による『スクリーン・ギルド・シアター』が始まり1952年まで続いた。このほか映画関係者によって『ハリウッド・プレミア』、『アカデミー賞シアター』、『ドレフト・スター劇場』、『ハリウッド・スタータイム』、『映画監督劇場』などのラジオドラマの番組が設けられた。

### 日本
日本では、単に演劇の音声を放送波に乗せた、という意味でなら、1925年の社団法人東京放送局（後の社団法人日本放送協会）によるラジオ放送の開始と同時にその歴史が始まったといっていい。試験放送の第一日目（3月1日）および本放送の第一日目（3月22日）には、来日中だったイタリア歌劇団（正式名称不明）による『フィデリオ』『リゴレット』『魔笛』の歌唱部分がそれぞれ放送されている。また、試験放送期間中の3月11日には、活動弁士の熊岡天童が「映画物語」と称して、『噫無情』をひとりで演じている。同年7月12日、5代目中村歌右衛門、5代目中村福助、3代目中村時蔵らが坪内逍遥作の歌舞伎『桐一葉』の一部を「ラジオ劇」と称して演じた。その翌週には、新派の井上正夫と初代水谷八重子による『大尉の娘』が放送された。いずれにせよ、これらの「ラジオ劇」は舞台の演技や演出をそのままスタジオ内で再現しただけのもので、演出には改良の余地があった。
日本において、初の「本格的ラジオドラマ」とみなされているのは、1925年8月13日放送の『炭坑の中』である。イギリスのBBCで放送されたリチャード・ヒューズ脚本の『危機』を小山内薫が翻訳し、小山内率いる築地小劇場のメンバーが出演した。本格と評されるゆえんは、聴者に臨場感をもたらす音響効果がふんだんに用いられるという、現代に通じる演出要素が備わっていたことである。この演出は、築地小劇場の舞台音響を担当していた和田精が担当した。和田は、日本の演劇における音響効果の第一人者であり、それまでに様々な装置を開発するなどした実績を持ち、ラジオスタジオにおいてその技術を応用した。『炭坑の中』の放送では、前説でアナウンサーが「電気を消してお聴きください」と言うと、当時のNHK局舎のあった愛宕山から見える町の明かりがポツリポツリと消えていったという逸話が残っている。『炭坑の中』は大きな反響を呼び、ラジオドラマが放送のコンテンツとして重要な位置を占めると確信した社団法人日本放送協会は、主要な小説家に500円の原稿料を与え（当時の500円は1930年換算で現在の約100万円である）単発作品の脚本執筆を次々に依頼した（これらは俗に「500円ドラマ」と呼ばれた）。当時の日本の演劇界では、これに呼応する形で上述の井上、小山内や、長田幹彦らを中心に「ラジオドラマ研究会」が結成された。1950年代には、中村真一郎や花田清輝のような、いわゆる純文学に属する作家たちが多くラジオドラマを手がけ、単なる台詞を語るのではなく、音楽も含めた抽象的な表現の可能性を探った。この試みは外国からも注目され、東ヨーロッパ諸国の放送局では、中村たちの脚本を翻訳して、放送したり、研究材料にしたりしたという。
なお、1892年（明治25年）に、山田美妙が『日本大辞書』を著すが、これはアクセントを注記した、近代日本初の国語辞典となった。1902年（明治35年）には、文部省が国語国字問題の解決を目的として、国語調査委員会を設置している。実は1925年のラジオ放送開始当初は、アクセントに関する統一的な基準がなく、アナウンサー各自、発音が異なっていた。東京放送局では、アナウンサーの採用を東京で一括して行うようにして、統一的なアクセント辞典の編纂が望まれていたのである。1932年（昭和7年）になると、日本初のアクセント専門の辞書である『国語発音アクセント辞典』が刊行されている。この頃、ラジオの普及率は10%前後であり、東京語に不慣れな全国の国語教員を主な対象として、話し言葉の統一、発音統一を目指して編纂された。1934年（昭和9年）には、日本放送協会（NHK）が、放送用語並発音改善調査委員会（現：放送用語委員会）を設置する。イギリスの英国放送協会（BBC）を範に取り、その調査方針については「共通用語は、現代の国語の大勢に順応して、大体、帝都の教養ある社会層において普通に用いられる語彙・語法・発音・アクセント（イントネーションを含む）を基本とする」ことが定められている。
1935年（昭和10年）、NHKが全国向けの学校放送を開始。1941年（昭和16年）には4月、国民学校令が施行されているが、音声言語教育については、「話し方に於ては児童の自由なる発表より始め次第に之を醇正ならしめ併せて聴き方の練習を為すべし」と位置付けていた。同年6月、情報局が監督する日本移動演劇連盟が結成されたほか、NHKがラジオドラマを専門に行う東京放送劇団を設立する。NHKでは、ラジオドラマ専門の俳優である「ラジオ俳優」の養成を目的に発足させたのであるが、同時に養成する東京中央放送局専属劇団俳優養成所研究生の公募を開始。前述の国語調査委員会の委員であり、『国語発音アクセント辞典』執筆者の一人であった言語学者の神保格が、東京放送劇団の講師も担当した。1943年（昭和18年）1月、NHKが『日本語アクセント辞典』を編纂し、5月には、養成を終えた東京放送劇団の第1期生がデビューを果たした。これが日本における声優の始まりともされており、また「声優」という言葉もこのころから使われたとする資料もある。
戦後、日本での民間放送（民放）が開始される。対日占領政策の転換から民放が解禁された結果、戦前からのNHK独占体制が崩れたのである。民放各局はNHKに倣う形で中部日本放送放送劇団など、専属の放送劇団を設立して行く。なお、日本でのテレビ放送が開始された1953年（昭和28年）2月当時において、NHK専属の放送劇団員は、東京・大阪・名古屋・広島・福岡・仙台・札幌の7劇団で合計137名を数えた。
そして、アメリカの商業放送にならってGHQの管理下でCIE(民間情報教育局)ラジオ課の指導のもとに連続ドラマが放送開始される。例えば、1947年7月に始まる連続放送劇『向う三軒両隣り』は1953年度まで放送され、『鐘の鳴る丘』1950年度まで放送されるなど人々の共感を呼び、後年の帯ドラマの先駆をなしたし、民間放送もラジオ東京(現在のTBSラジオ)が1951年から『ウッカリ夫人とチャッカリ夫人』が開始し、人気の帯ドラマは聴取者の間に聴取習慣を根づかせ、ラジオは茶の間の中心的存在となった。1952年4月には、菊田一夫作の大ヒットドラマ『君の名は』が始まり、ラジオドラマは黄金期を迎える。ラジオドラマはホームドラマからスリラーまでバラエティーに富んだラインナップが組まれた。特に、1957年（昭和32年）に放送した連続ラジオドラマ『赤胴鈴之助』は、当時の子供たちから絶大な支持を得て、ラジオドラマは全盛期を迎えることとなった。
しかしテレビ放送が開始されるとその勢いに、1950年代後半にかけてラジオドラマは徐々に押されていき、連続ホームドラマ『一丁目一番地』(1957～1964年度)が8年間に及ぶ放送を終了すると、帯で放送する連続ドラマは、実はラジオ番組表から姿を消しているのである。
1960年以降からは、1957年から森繁久彌と加藤道子の語り芸で人気を呼んだ『日曜名作座』が知られる。同番組は2007年度まで放送された。1962年にNHK第2放送で放送開始され、第1放送に移って継続した『朗読』などがラジオドラマの魅力を伝える長寿番組となった。
その後、1969年3月1日にFMの本放送が開始されるが、FM本放送が始まった1970年代以降は、ラジオドラマも若者向けの原作の選定や、デジタル録音による高音質と音場の再現で、若年層の感性に訴える番組が主流となると、ラジオドラマは「オーディオドラマ」と呼ばれるようになる。NHK-FMでは1990年には『サウンド夢工房』、1992年には『青春アドベンチャー』が放送開始され、長寿番組と化している。同番組は日本の文学作品や小説、海外小説などの題材の他、時折アニメーションや漫画・ライトノベルを原作としたラジオドラマも放送している。
AM放送でも、1970年代後半に始まる第2次声優ブームに、ニッポン放送などの民間放送局が呼応し、その後漫画やアニメーション、コンピュータゲームなどを原作としたメディアミックス展開をなすコンテンツとしてのラジオドラマが盛んに制作されるようになった。例えば、夜のドラマハウスは1976年から1983年まで、ニッポン放送ほかで放送されていたが、2015年にタイトルを『らじどらッ！～夜のドラマハウス～』と一新させて復活している。同番組は当時、若手声優の登竜門的な役割を果たし、現在の声優ブームに繋がる原点ともいってもよい人気番組として知られたし、また同じくニッポン放送で夜の11時台に放送されていた『キリン夜の図書館』は『宇宙戦艦ヤマト』『サイボーグ009』『銀河鉄道999』などを題材に放送された。さらには、TBSラジオが1976年から放送開始した『夜のミステリー』はホラーやスリラーもののドラマを放送、遠藤周作原作の怪奇小説などを題材とした。こうして、1970年代後半から1980年代前半は、FM・AM放送ともに、こうしたラジオドラマを帯ドラマで毎日のように放送されていた。さらに初期のアニメ声優ブームとも重なって、人気声優が音だけのドラマを吹き込んだLPレコードが発売され、当時はまだビデオも発売されていないこともあり、これらを購入して楽しむ者も多くおり、ドラマCDに通じる概念は、すでに80年代を迎えたころに確立していたのである。そしてそのころから、後述の#ラジメーションなども生み出された。
そして1990年代になると『ラジメーション・魔神英雄伝ワタル3』『ここはグリーン・ウッド』や同時期にラジオ関西で日曜夜10時半から開始されたラジオドラマ専門番組『熱血電波倶楽部』が知られる。同番組はキングレコード・スターチャイルドレーベルが関わった作品を原作とし、「NG騎士&ラムネ40EX2」「万能文化猫娘」などの作品が1話15分のラジオドラマとして放送されていたのである。ラジオドラマは当時OVAシリーズが発売されていると、それらを補完する形で原作を題材にしたり、オリジナルのストーリーを用意するなどの展開をしていた。
文化放送では1993年には、コナミの提供で大塚英志原作のマダラシリーズの続編が「魍魎戦記MADARA転生編」が始まる。その後シューティングゲーム「ツインビー」を題材にした「ツインビーPARADISE」へと展開し、「ツインビーPARADISE3」を経て、当時大流行していた恋愛シミュレーションゲーム「ときめきメモリアル」のラジオドラマ「もっと!ときめきメモリアル」と続いた。この後もコナミシリーズのゲームを題材にしたラジオ放送を放送していたが、途中でラジオドラマは終了し、スポンサーもコナミからキングレコードへ変わることとなる。文化放送ではこの他、1994年に土曜日深夜25時から始まった「広井王子のマルチ天国」では、リスナーから作品のアイデアを募ってストーリーへ取り入れたラジオドラマ「火星物語」が人気を博した。
TBSラジオの方でも、1996年放送開始の「子安・氷上のゲムドラナイト」でリスナー参加型のラジオドラマが話題に。こちらは1話1話のラストで2種類の次回予告を流し、リスナーの投票によってその後の展開が分かれるという趣向になっていた。1995年から1997年にかけてTBSラジオには平日の24時から25時の1時間枠に「ファンタジーワールド」と銘打たれた 30分×2番組のアニラジ番組枠があり、毎週それぞれの番組で数分間ラジオドラマが多く放送されていた。この他にも「アニメExpress〜ギャラクシー・ネットワーク」「林原めぐみのTokyo Boogie Night」「TARAKO ファルコムぴ～ひゃらら」や「岩男潤子のプクプクペンギンパーク」でも番組コンテンツにラジオドラマが取り入れられ、毎日ラジオドラマが放送されていたのである。
ニッポン放送では、1997年に夜ワイド番組「ゲルゲットショッキングセンター」で放送局をまるごと巻き込んだ大規模なラジオドラマプロジェクト「2010年ラジオの旅 アンドロイドアナMAICO2010」を1年間にわたって放送。ラジオ業界初のアンドロイドアナウンサーと未来のニッポン放送社員たちの群像劇が、月曜日から木曜日毎週放送されていた。ドラマCDも放送初期の3か月分を発売されている。
こうして様々な形で放送されていたラジオドラマは、2000年を境に媒体を少しずつドラマCDへ移しだし、ラジオドラマでのメディアミックス的な展開は、2000年代中期以降の、漫画やゲームを原作とする作品がアニメ化される際、その前段階にラジオドラマが制作される傾向以外は、ほぼなくなっていく。
その間、定期的な専門番組として前出の「青春アドベンチャー」と、文化放送で2006年1月4日にスタートしたラジオドラマ番組の「青山二丁目劇場」が長寿番組と化している。この他には、NHKラジオ第2で放送されていた小学生向きの朗読・ラジオドラマ番組があり、1953年から開始された「ラジオ国語教室」から「ことばの教室」「おはなしの旅」へと続いた。また、FM東京の『NISSAN あ、安部礼司 〜 beyond the average』は2006年放送開始から長寿番組と化している。そして同局の開局45周年記念企画として、『NISSANあ、安部礼司 史上最大のワクワク大作戦 ABE-GIG in 日本武道館～10年に一度の大家族会議』まで開催され、豪華な顔ぶれを揃えて、ラジオドラマを生歌、生演奏で放送した。2021年「かわさきFM」(かわさき市民放送)で放送されている『ぐるっ人川崎』にて声優を招聘して、同時に番組で声優を目指す人たちのオーディションを行い、ラジオドラマ作品「Warnder World」「零れ陽にささやかな願いを」を制作していくという試みもみられる。
2010年代以降に、いわゆるネット声優と呼ばれるアマチュアによる、インターネット上に限定して公開されるオリジナルオーディオドラマが作られるようになっており、それらは同人文化のボイスドラマの一環であるとされている。

## 技術

### 録音
臨場感を出すためにバイノーラル録音が利用されることもある。
近年ヘッドホン聴取を目的とした立体音響の作品の研究も進んでいます。
バイノーラルや立体音響の作品制作技法の話が雑誌FDIに連載されています。

### 商品媒体化
商品化される際には、「ドラマCD」という名目で発売されている。現在は商品化を当初から前提として企画される作品が多く、実質的にラジオ放送がドラマCDの発売前先行オンエアともいえる。
商品化の際に、ラジオで先行公開されたドラマ（シナリオの加筆修正が加えられるケースもある）をラジオ(ドラマ)CD、ラジオで公開することなく発売されるものをドラマCDと区別して呼ぶ事もある。ビクターは商品化の際「絵のない映画」だとしてCDシネマの名称を用いているケースがある。
ラジオDJコーナーを集めた（ドラマコーナーのない）CDを含め、ラジオCDと総称している。

## 日本の主なラジオドラマ番組

### 現在
2020年10月時点で放送されているもの。

#### NHKラジオ
- 青春アドベンチャー（NHK-FM）
- FMシアター（NHK-FM）
- 新日曜名作座（NHK第1）
- ラジオコメディー シワ・ハウス（NHK第1）（※不定期放送）
- 特集オーディオドラマ（NHK-FM）（※不定期放送）

#### 民放AM局
- ラジオシアター〜文学の扉（TBSラジオ）
- 青山二丁目劇場（文化放送）
- すっとんしずおか昔話（静岡放送）
- 深夜のみぶ（「ヒロノツトムの走れタコ」に内包）（ラジオ関西）
- 土佐のむかし話（高知放送）（土曜 17:30-17:45）
- 家族びより〜シアワセの高取家〜（「笑売繁盛! ウメ子食堂」に内包）（RKBラジオ）
- ミヤリサン製薬 ラジオ劇場[17][18]（KBCラジオ）- 複数のローカル局もネット
- ドラマってムジカ（かしわプロダクション制作）

#### 民放広域FM局
- 火曜ラジオドラマ あゆみさん（「Sparkle Sparkler」に内包）（AIR-G'）（火曜 14:45-14:55）
- NISSAN あ、安部礼司〜BEYOND THE AVERAGE（TOKYO FM）
- SUBARU Wonderful Journey 〜土曜日のエウレカ〜（TOKYO FM）
- 西村まさ彦のドラマチックな課外授業（FMとやま）
- YOKOHAMA SYA⇔REE（ラジオドラマ「le Salon」「地獄保険」「黒い館」のいずれかを放送）（FMヨコハマ）
- ラヴィーナ&メゾン STORY FOR TWO（Kiss FM KOBE）

#### コミュニティFM
- ラジオドラマ甲子園（レインボータウンFM）
- 横浜湘南ラジオドラマCafe（エフエム戸塚）（金曜 19:30-20:00／(再)日曜 22:00-22:30）
- 金曜ゴールデンシアター（エフエムびざん）（金曜 18:45-19:00／(再)月曜 23:00-23:30）

### 過去
オリジナル脚本

#### NHK（過去）
- 日曜名作座 - NHK第1
- ラジオ名作劇場 - NHK第2
- 由起子 - NHK第1
- 忘却の花びら - NHK第1
- さくらんぼ大将 - NHK第1
- えり子とともに - NHK第1
- 山霧の深い晩 - NHK第1　後にリメイク、「霧の夜の恐怖」題で映画化
- ラジオコメディ みんな大好き - NHK第1
- みんなの図書室 - NHK第2
- AKB48の"私たちの物語"（NHK-FM）
- NHK連続放送劇
  - 向う三軒両隣り
  - 鐘の鳴る丘
  - 君の名は

#### 民放AM局（過去）
- チャッカリ夫人とウッカリ夫人（TBSラジオ）
- 夜のミステリー（TBSラジオ）
- ラジオ図書館（TBSラジオ）
- エブラジ 夜の連続ラジオ小説（TBSラジオ）
- オヤカマ氏とオイソガ氏（文化放送）
- クリック&デッド NETWAYスイーパーズ（「CLUB db」に内包）（文化放送）
- ポッポちゃん（ニッポン放送）
- 夜のドラマハウス（ニッポン放送）
- キリンラジオ劇場（「大入りダイヤルまだ宵の口」に内包）（ニッポン放送）
- MAICO2010（「ゲルゲットショッキングセンター」に内包）（ニッポン放送）
- 知ってる?ストーリー（「知ってる?24時。」に内包）（ニッポン放送）（楠野一郎脚本、ハロー!プロジェクトメンバー出演、2003年?2004年3月放送）
- らじどらッ!〜夜のドラマハウス〜（「今夜もオトパラ!」に内包）（ニッポン放送）
- シアター130（ラジオ日本など）
- 電脳戦隊ヴギィ'ズ★エンジェル（ラジオ日本、ラジオ関西）
- 卍の城物語（青森放送）
- THE FANTASTIC HOTEL - 実在するホテルを舞台に展開するラジオドラマ（ただしストーリーはあくまでフィクション）（茨城放送）
- ひすい夢草子（山梨放送）（土曜 10:15-10:25）（2019年1月5日-12月28日）
- ドラマの風（MBSラジオ）
- 心のいこい（ラジオ大阪）（1971年-2020年3月31日）（2020年4月1日からインターネット配信に移行）
- 交通戦争あなたの場合（四国放送）

#### 民放FM局（過去）
- 愛の街から(TOKYO FM)
- ミッドナイト劇場〜杉崎智介ドラマ〜(TOKYO FM)
- 音の本棚（エフエム東京及び全国FM放送協議会）
- サントリー・サタデー・ウェイティング・バー（同）
- ON THE WAY COMEDY 道草（同）
- 三ツ矢サイダーショートストーリー 「キミの笑顔」（同）
- トラブルチョコレート - 後にアニメ化（同）
- ピートのふしぎなガレージ（同）
- 杉崎智介のle Salon（Inter FM）
- 黒い館（FMヨコハマ）
- le Salon（FM NACK5）
- 杉崎智介アワー（FM-FUJI）
- バール・サンドリオン（Kiss-FM）

#### 放送局不詳・その他
- ローン・レンジャー
- グリーン・ホーネット
- VOMIC（Web配信・テレビ番組『サキよみ ジャンBANG!』枠）

公募による脚本
- Fri-date 〜魅せます!ドキュン〜 「ラジオドラマでドキュン、ラジドラ・ドキュン」 - リスナー制作脚本をDJが読む。FM AQUAで毎週金曜20:00〜
- タンポポ編集部 OH-SO-RO!(番組全体を編集部と見立て、フリーペーパーを発行していこうというコンセプトで放送された)
- ハロー!プロジェクトラジオドラマ - 一部は公募作。
- マイ・ストーリー - MBSラジオ

その他
- 火星物語 - リスナーのハガキを元に司会の広井王子が脚本を書く読者参加型ラジオドラマ。上記の「リスナー公募作品」と「原作の無い作品」の中間的存在。

## ラジオドラマの題材となった著名な作品
一般小説
- 宇宙戦争 - アメリカで放送時、実際に火星人が侵攻していると聴取者が思い込み、パニックになったことで知られる。詳細は宇宙戦争 (ラジオ)を参照。
- エディプスの恋人
- 紅孔雀
- 少年探偵団
- 鏡子の家
- アメリカひじき
- 怪談宋公館 - NHK第1、TBSラジオ
- 羆嵐 - TBSラジオ
- パラサイト・イヴ
- 明日の記憶 - TBSラジオ、毎日放送、2006年9月11日。
- 女王の百年密室
- 世界の中心で、愛をさけぶ
- 百器徒然袋 - ABCラジオ制作。
- 遠い海から来たCOO
- ぼんくら・日暮らし
- 幽霊列車
- オートリバース - 2020年12月7日から12月13日までにかけて民放ラジオ全99局で放送され、局によって結末が3つに分かれる企画ネット番組の一種。

ライトノベル
- ゴクドーくん漫遊記
- キノの旅
- セイバーマリオネット
- 星界の戦旗
- それゆけ!宇宙戦艦ヤマモト・ヨーコ
- 灼眼のシャナ - ラジオ番組電撃大賞にて2003年放送。

商品媒体化されたものについては、ライトノベルのドラマCD化作品一覧を参照。
漫画
- 赤胴鈴之助
- アドルフに告ぐ
- イズァローン伝説
- 王家の紋章
- OZ - NHK-FM青春アドベンチャー
- がきデカ
- カムイ外伝
- 恐怖新聞
- キングダム
- 金田一少年の事件簿
- Compiler - 本放送時は「電脳天使COMPILER・FX」と改題。
- サイボーグ009
- サザエさん
- SHADOW SKILL
- 沈黙の艦隊
- 低俗霊DAYDREAM
- 地球へ…
- Dr.スランプ
- ドン・ドラキュラ
- 成恵の世界
- 墓場の鬼太郎 - 「ゲゲゲの鬼太郎」のメディアミックス初号作品。田の中勇は亡くなるまで一貫して目玉おやじを演じたことでも知られ、当たり役でもあった。アニメソングとして有名な曲（ゲゲゲの鬼太郎 (曲)）は、『少年マガジン マンガ大行進』の収録曲をオリジナルとし、当作からを含んだ実写、ラジオドラマ、パイロット版といったメディアミックス全作品の共通オープニングテーマである。
- BANANA FISH - NHK-FM青春アドベンチャー
- 万能文化猫娘 - 原作漫画の方は僅か三話で打ち切られていたが、ラジオドラマ化をきっかけに人気が出る。後にアニメ化。
- 火の鳥
- 夕凪の街 桜の国 - NHK-FM。平成18年度文化庁芸術祭優秀賞受賞
- リボンの騎士
- 流星倶楽部 - ラジオドラマ部分と、ゲストと鳥越俊太郎との対談する部分との二部構成となっている。
- わたしは真悟

アニメーション
- 宇宙戦艦ヤマト
- 魔神英雄伝ワタルシリーズ
- NG騎士ラムネ&40シリーズ
- DearS
- キディ・グレイド
- ギャラクシーエンジェル
- くじびきアンバランス
- 無責任艦長タイラー (アニメ)
- ポケットモンスターシリーズ
  - 白い明日だ!ロケット団
  - ミュウツーの誕生
- 銀河鉄道999
- 勇者シリーズ

テレビゲーム
- ツインビーシリーズ - ツインビーPARADISE

## ボイスドラマ
ボイスドラマ (Voice Drama) とは、音声や音だけで物語などを表現したものでありラジオドラマなどと同種の表現形態であるが、特に同人による音声作品・メディアをこのように称することが多い。

## ラジメーション
ラジメーションとは、アニラジのコンテンツなどとして制作された、アニメーションのサブストーリーを展開させるラジオドラマの用語である。
「ラジメーション」の用語は、元々はラジオとアニメーションを組み合わせた造語であった。1981年5月17日（日曜日）に草月ホールにて開催された、週刊ヤングジャンプ創刊2周年記念祭にて「ラジメーションコンサート」としてニッポン放送キリンラジオ劇場で放送されたわたしの沖田くんの原作の画像をスクリーンに上映しキャストが演じるのに採用されていたのが始まりで、ラジオ番組としては1982年1月3日、ニッポン放送で放送された『オールナイトニッポン新春アニメスペシャル』で聖悠紀原作のSF漫画・超人ロックシリーズの一編「炎の虎」のラジオドラマを放送するに際し、この用語が初めて採用された。当時のプロデューサー・上野修（ドン上野）の考案とされる。以降数作品が制作された後、数年間はこの用語は使用されなかったが、1991年にテレビアニメ魔神英雄伝ワタルシリーズの続編として『ラジメーション・魔神英雄伝ワタル3』が制作されたことを機会にこの用語が見直された。1982年当時はニッポン放送が商標登録を行なわなかったため、『ワタル3』のラジオ番組で初めて採用されたワタルシリーズ固有のものという誤解もあり、関連する文化放送やビクター音楽産業（1993年以降はビクターエンタテインメント）発売のアニメーション系ラジオドラマに多く採用されていたが、他作品や他ラジオ局でも使われるようにもなり、「アニメーション原作のラジオドラマ」を意味する用語のひとつとして認知されるようになった。